# Robert van der Veen
Robert van der Veen (Šangaj, Kinesko Carstvo, 26. rujna 1906. — Jette, Belgija, 18. ožujka 1996.) je bivši nizozemski hokejaš na travi. 
Osvojio je srebrno odličje na hokejaškom turniru na Olimpijskim igrama 1928. u Amsterdamu igrajući za Nizozemsku. Na turniru je odigrao sva četiri susreta na mjestu napadača i postigao je tri pogotka.

## Vanjske poveznice
- Profil na Database Olympics